# Diogene di Sinope
Diogene di Sinope, detto il Cinico (in greco antico: Διογένης?, Dioghénēs, pronuncia: [di.oɡénɛ͜ɛs]; Sinope, 412 a.C. circa – Corinto, 10 giugno 323 a.C.), è stato un filosofo greco antico.
Considerato uno dei fondatori della scuola cinica insieme al suo maestro Antistene, secondo l'antico storico Diogene Laerzio, morì nello stesso giorno di Alessandro Magno a Babilonia.

## Biografia

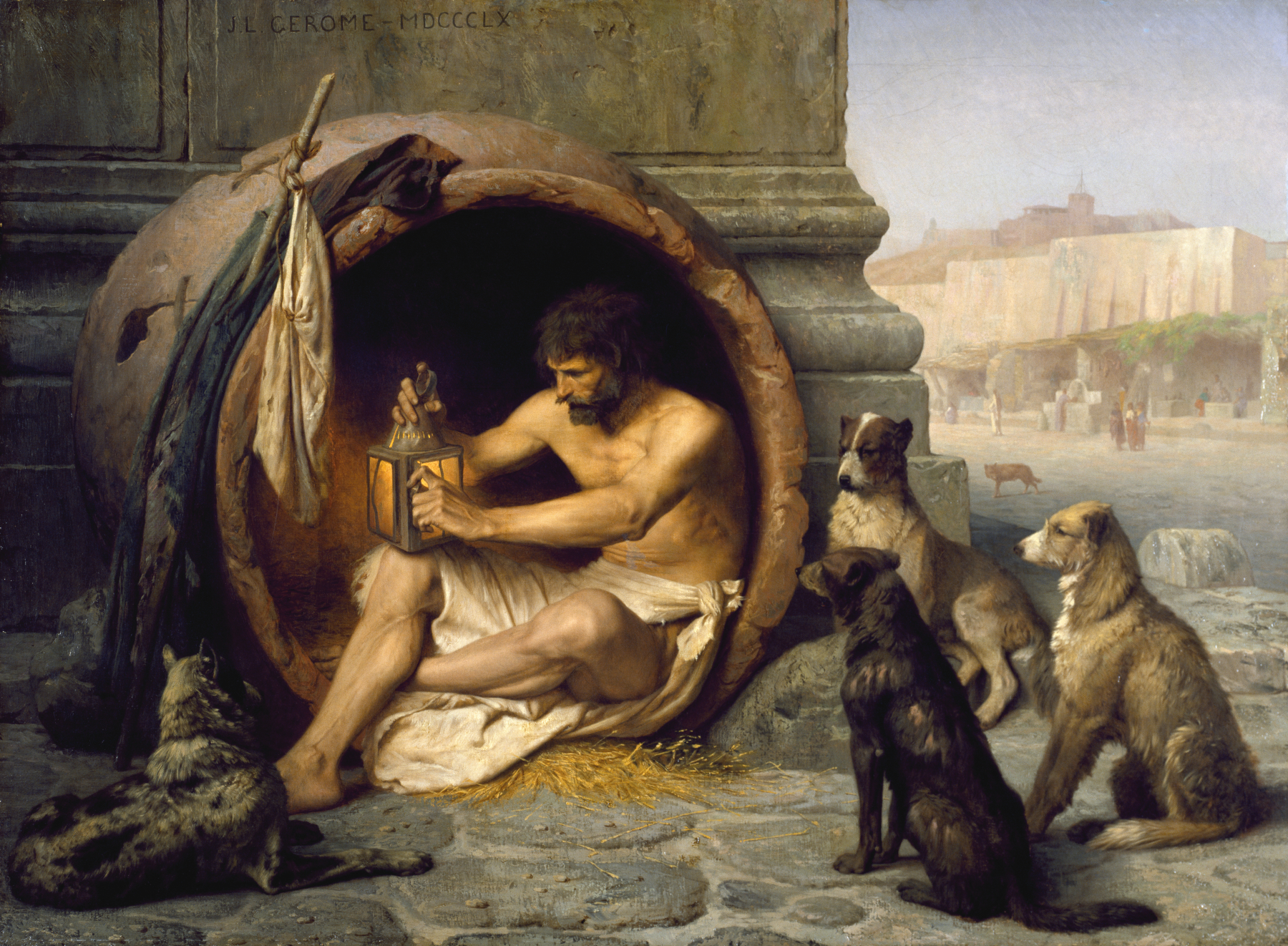
Diogene nella sua botte, di Jean-Léon Gérôme

La principale fonte di informazioni sulla sua vita è fornita dall'opera di Diogene Laerzio. Nato a Sinope, antica colonia greca del Ponto (una regione costiera dell'Anatolia nord-orientale), secondo lo storico suo omonimo fu figlio d'un tal Icesio, un cambiavalute, che fu imprigionato, oppure esiliato, perché accusato di contraffare monete. Diogene si ritrovò anch'egli sotto accusa, e pertanto si spostò ad Atene assieme al proprio schiavo Mane che, al loro arrivo in Attica, si diede ben presto alla fuga, lasciando completamente solo il proprio padrone, che ebbe a dichiarare con la sua proverbiale ironia: «Sarebbe ridicolo se Mane vivesse senza Diogene e Diogene non riuscisse a vivere senza Mane»
Attratto dagli insegnamenti ascetici del filosofo socratico Antistene, divenne presto suo discepolo, a dispetto della rudezza con la quale era trattato e del fatto che costui non lo voleva come allievo, ma ben presto superò il maestro sia in reputazione che nel livello di austerità della vita. Le storie che si raccontano di lui sono probabilmente vere; ad ogni modo, sono utili per illustrare la coerenza logica del suo carattere e la sua irriverenza. Si espose alle vicissitudini del tempo vivendo in una piccola botte aperta che apparteneva al tempio di Cibele, e andava a piedi nudi tutto l'anno. Distrusse l'unica sua proprietà terrena, una ciotola di legno, vedendo un ragazzo bere dall'incavo delle mani ed esclamando: «Un fanciullo mi ha battuto nel vivere con semplicità».

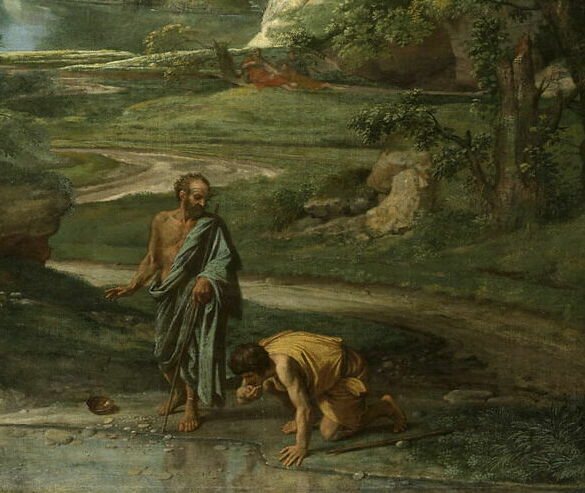
Diogene getta la scodella, di Nicolas Poussin (1648)

In viaggio verso Egina, venne fatto prigioniero dai pirati e venduto come schiavo a Creta ad un uomo di Corinto chiamato Xeniade (o Seniade) diventando tutore dei suoi due figli nonché suo amministratore domestico. Venendo interrogato sul suo prezzo, replicò che non conosceva altro scambio possibile che quello con un uomo di governo, e che desiderava essere venduto ad un uomo che avesse bisogno di un maestro.
(Diogene Laerzio, Vite dei Filosofi VI, Vita di Diogene, 32)
Visse a Corinto per il resto della sua vita, che dedicò interamente a predicare le virtù dell'autocontrollo e dell'autosufficienza, abitando in una botte. Ai Giochi Istmici tenne discorsi a un pubblico consistente che lo seguiva dal periodo di Antistene.

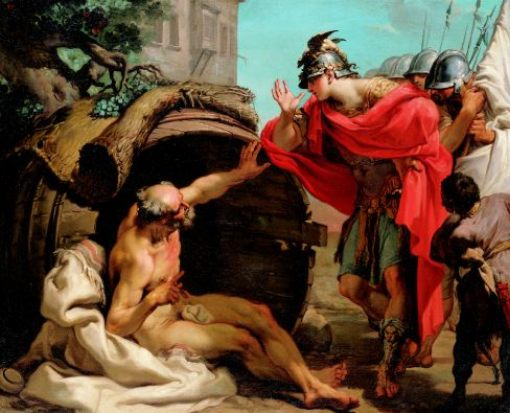
L'incontro tra Diogene e Alessandro, di Gaetano Gandolfi.

Fu probabilmente ad uno di quegli eventi che incontrò Alessandro Magno. 
(Plutarco, Vite parallele, Vita di Alessandro Magno, 14)
Diogene Laerzio, a differenza di Plutarco, riferisce che successivamente, forse irritato dalla mancanza di rispetto, Alessandro, per farsi gioco di lui che veniva chiamato "cane", gli mandò un vassoio pieno di ossi e lui lo accettò ma gli mandò a dire: «Degno di un cane il cibo, ma non degno di re il regalo».
Alla sua morte, avvenuta a 89 anni proprio nel periodo nel quale anche Alessandro Magno stava concludendo la sua esistenza, sulla quale ci sono più testimonianze, i Corinzi eressero un pilastro alla sua memoria, sul quale vi era, inciso, un cane di marmo pario.
(Vita di Diogene, 74)

## Pensiero
(Diogene Laerzio, Vite dei filosofi, VI, 71)

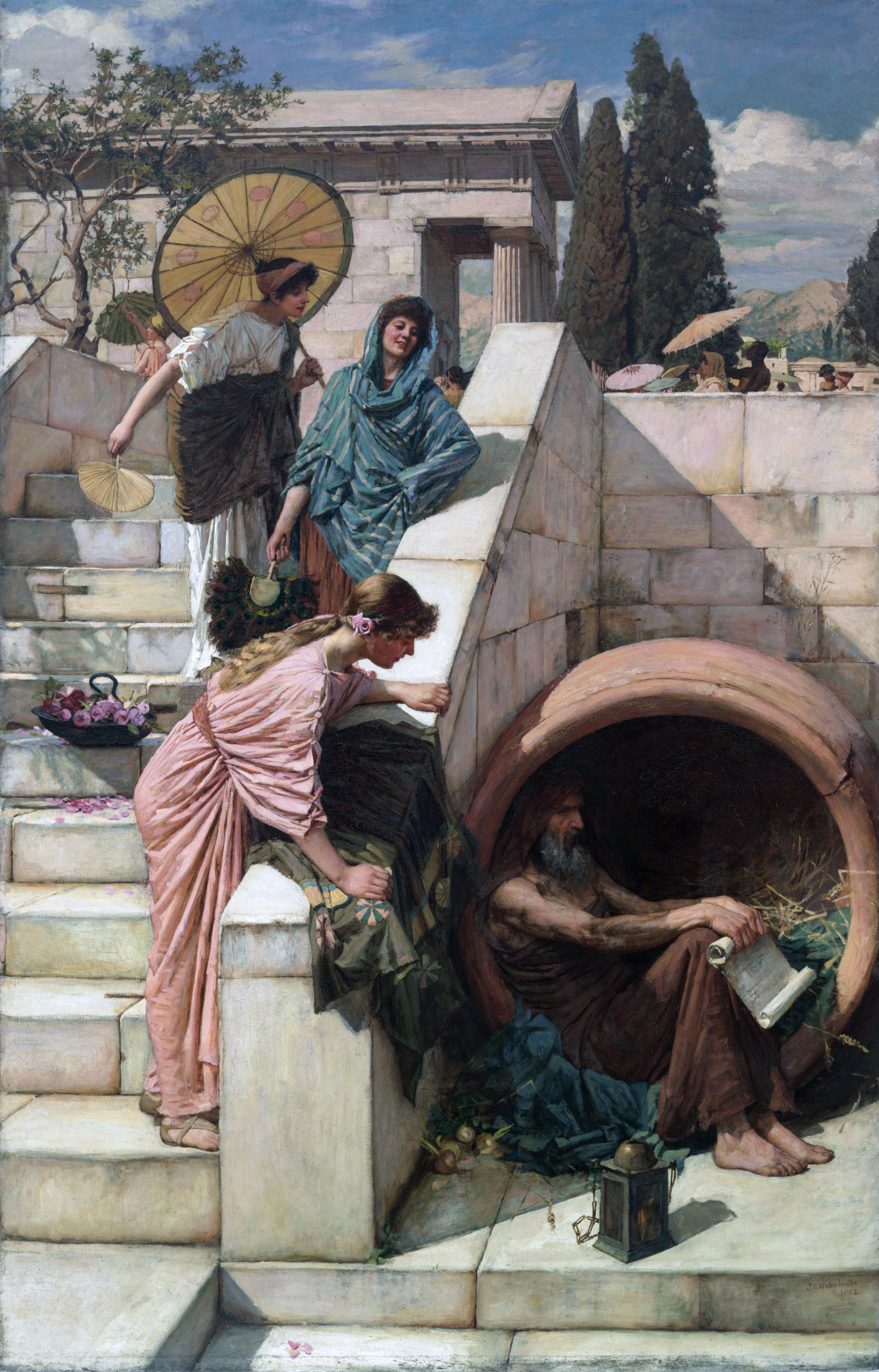
John William Waterhouse, Diogene

La virtù, per lui, consisteva nell'evitare qualsiasi piacere fisico superfluo: tuttavia Diogene rifiuta drasticamente, non senza esibizionismo, le convenzioni e i tabù sociali, oltre che i valori tradizionali come la ricchezza, il potere, la gloria; sofferenza e fame erano positivamente utili nella ricerca della bontà; tutte le crescite artificiali della società gli sembravano incompatibili con la verità e la bontà; la moralità porta con sé un ritorno alla natura e alla semplicità. Citando le sue parole, «l'Uomo ha complicato ogni singolo semplice dono degli Dèi». È accreditato come uno strenuo sostenitore delle sue idee, al punto da arrivare a comportamenti indecenti; tuttavia, probabilmente, la sua reputazione ha risentito dell'indubbia immoralità di alcuni dei suoi eredi.

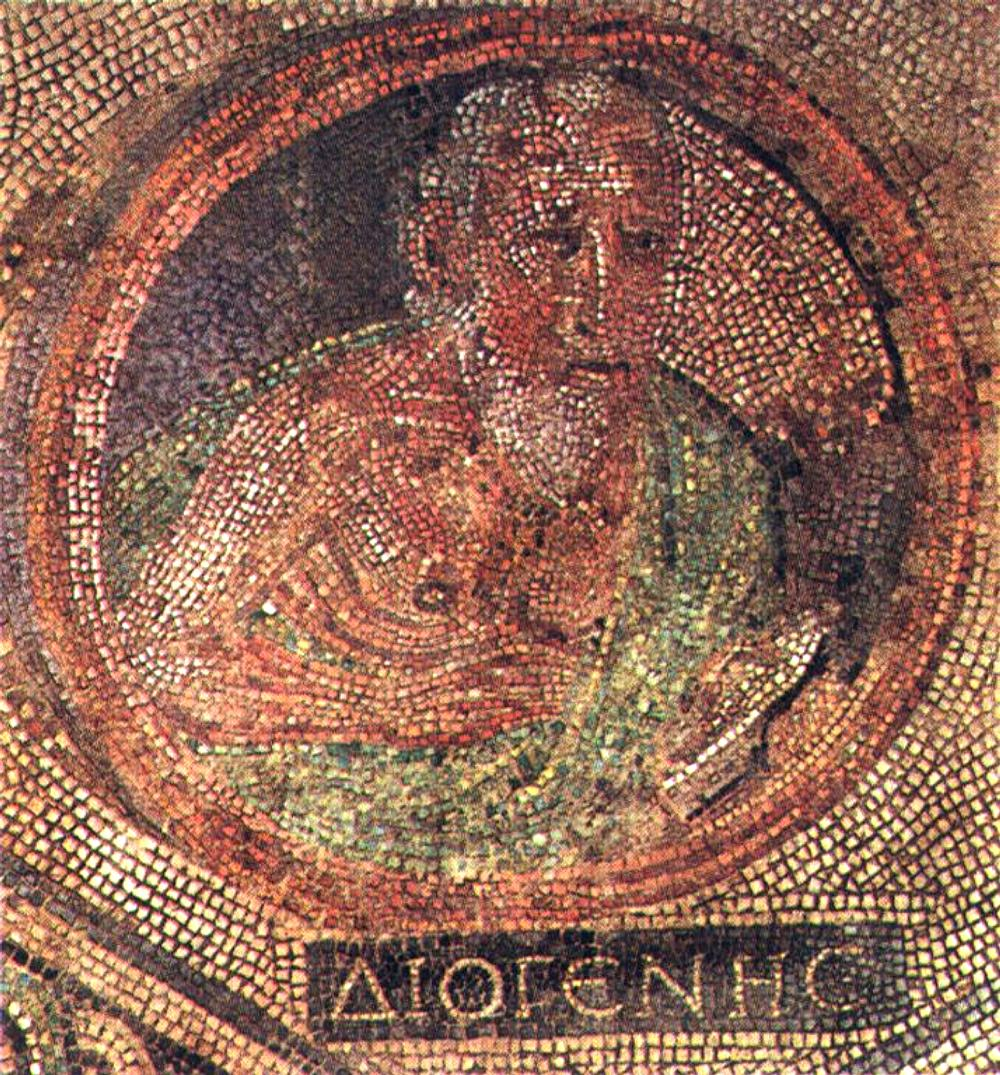
Mosaico romano ritrovato a Colonia in Germania (circa II secolo)

Diogene rivendica la libertà di parola, ma rifiuta la politica, rivelando un concetto proto-anarchico.
(Diogene di Sinope, citato da Diogene Laerzio)
Secondo quanto tramanda Diogene Laerzio, Diogene fu anche la prima persona conosciuta ad aver utilizzato il termine «cosmopolita». Difatti, interrogato sulla sua provenienza, Diogene rispose: «Sono cittadino del mondo intero». Si trattava di una dichiarazione sorprendente in un'epoca dove l'identità di un uomo era intimamente legata alla sua appartenenza ad una polis particolare. Infatti, poco più avanti Diogene afferma:
(Vite dei filosofi, VI, 72)
La legge singolare delle polis viene contrapposta all'unica legge morale naturale del cosmo, non rinnegando completamente il diritto alla sovranità delle città-stato greche. Nelle parole di Diogene, la città, indifferente per luogo e per tempo, rimane sempre la dimensione entro la quale si esercita il diritto universale di cittadinanza di ogni essere umano libero.
Al filosofo megarico Diodoro Crono, che negava il movimento, Diogene rispose semplicemente mettendosi a camminare.

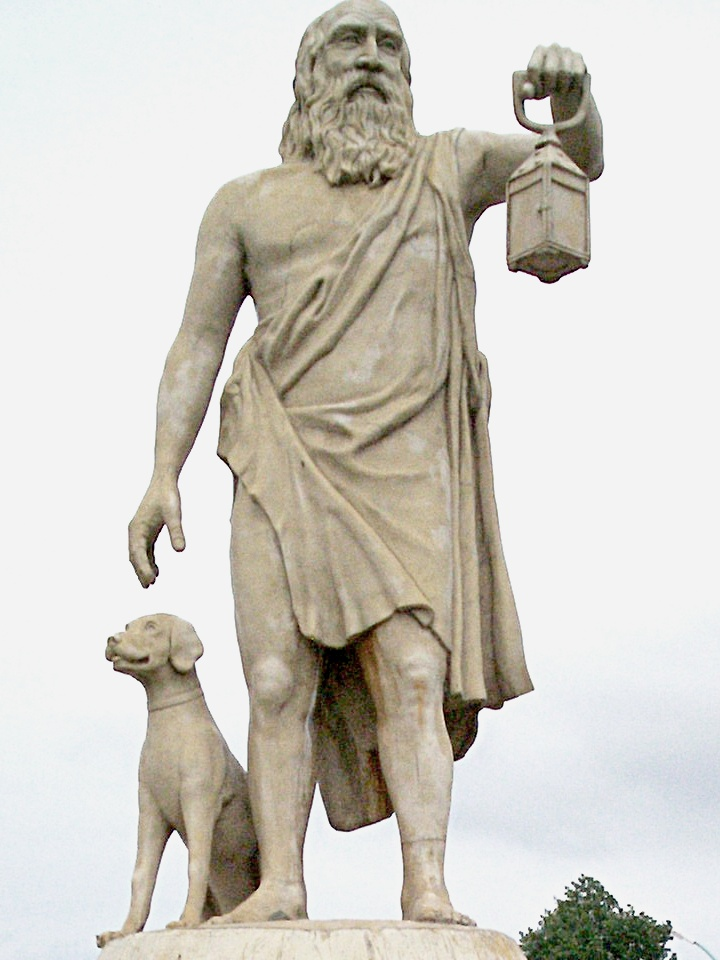
Diogene col lanternino, statua a Sinope, nell'odierna Turchia

Inoltre, la messa in pratica degli ideali di ascetismo in netta opposizione al conformismo imperante gli meritò il soprannome di "cane":
(Diogene Laerzio, Vite dei filosofi, VI, 46)
Diogene riteneva, infatti, che gli esseri umani vivessero in modo artificiale e ipocrita e che dovessero essere più liberi. Oltre a praticare in pubblico le fisiologiche funzioni corporee senza essere a disagio, un sapiente mangerà di tutto, e non si preoccuperà di dove dorme, vivendo in modo naturale nel presente senza preoccupazioni.
Diogene aveva scelto di comportarsi, dunque, come "critico" pubblico: la sua missione era quella di dimostrare ai Greci che la civiltà è regressiva, e di dimostrare con l'esempio che la saggezza e la felicità appartengono all'uomo che è indipendente dalla società. Diogene si fece beffe non solo della famiglia e dell'ordine politico e sociale, ma anche delle idee sulla proprietà e sulla buona reputazione.

Una volta uscì con una lanterna di giorno, e, alla domanda su che cosa stesse facendo, rispose: "cerco l'uomo!", non intendendo con questo però "un uomo onesto", come pensano alcuni, in quanto l'onestà non era certo, come invece oggi, una delle più pregnanti esigenze civili del mondo greco del quarto secolo a.C. Egli invece cercava qualcuno che avesse le qualità che ci si aspetterebbe di trovare nell'uomo naturale, come spiegano, tra i tanti, Giovanni Reale e Dario Antiseri: 
Uno degli aspetti più clamorosi della sua filosofia era di conseguenza il suo rifiuto delle normali concezioni sulla decenza. Secondo gli aneddoti, Diogene mangiava in pubblico, viveva in una botte, defecava nel teatro pubblico, e non esitava ad insultare apertamente i suoi interlocutori. Diogene svolgeva in pubblico anche atti sessuali. I suoi ammiratori lo consideravano un uomo devoto alla ragione e di onestà esemplare. Per i suoi detrattori era un folle fastidioso e maleducato.
Fu il discepolo di Socrate che più di ogni altro fu traumatizzato dal martirio del maestro. La falsificazione delle moneta ribadiva il suo rifiuto dell'autorità imperiale di Alessandro Magno e l'espropriazione della sovranità degli uomini liberi greci.

## Opere
Come scrive Diogene Laerzio, si solevano attribuire a Diogene 14 dialoghi e 7 tragedie. Tuttavia lo stesso Laerzio afferma poco oltre: «Sosicrate nel primo libro delle Successioni, e Satiro nel quarto libro delle Vite affermano che nessuna di tali opere è di Diogene. Satiro afferma anche che le tragedie sono di Filisco di Egina, un conoscente di Diogene. Sozione nel settimo libro afferma che soltanto queste sono opere di Diogene: Sulla virtù, Sul bene, Erotico, Il Poveraccio, Tolmeo, Pordalo, Casandro, Cefalione, Filisco, Aristarco, Sisifo, Ganimede,
Detti sentenziosi, Lettere».

## Diogene nell'arte e nella cultura

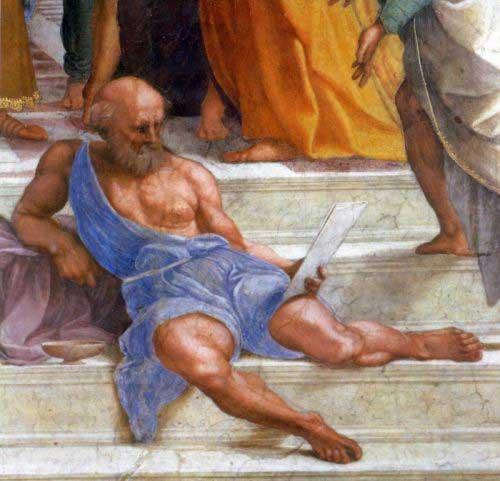
Diogene, raffigurato in un particolare della scuola di Atene di Raffaello Sanzio

Sia nei tempi antichi che in quelli moderni, la sua personalità ha attirato molti scultori e pittori. Busti e statue antichi esistono nei Musei Vaticani e al Louvre. 
L'incontro tra Diogene e Alessandro è rappresentato anche in un bassorilievo del XVIII secolo di Villa Albani. 
Rubens, Jordaens, Steen, Van der Werff, Jeaurat, Salvator Rosa e Karel Dujardin hanno dipinto numerosi episodi della sua vita.
Nietzsche cita spesso Diogene e il mito della lanterna. Nell'aforisma numero 125 della Gaia Scenza egli racconta di un folle che, uscendo con una lanterna nella piazza, afferma di "Cercare Dio", per poi essere deriso dalla folla ed etichettato come pazzo. 
Diogene ha ispirato anche il nome del Diogenes Club, un immaginario club londinese per gentiluomini inserito da Sir Arthur Conan Doyle in vari racconti di Sherlock Holmes.

Il nome di Diogene compare inoltre nel Canto IV dell'Inferno (Divina Commedia), fra gli spiriti magni che Dante incontra nel primo Cerchio o Limbo; il poeta lo descrive accanto a Democrito, Anassagora, Talete, Empedocle, Eraclito e Zenone di Elea (o Zenone di Cizio):
(Inferno, IV, vv. 136-138)
Si è anche pensato, però, che Dante si riferisse a Diogene di Apollonia, discepolo di Anassimene di Mileto.